# Kimberly Guilfoyle
Kimberly Ann Guilfoyle (9 de març de 1969) és una advocada, fiscal i personalitat televisiva estatunidenca que és assessora del president dels Estats Units Donald Trump.
Va estudiar a la Universitat de Califòrnia a Davis i a la Universitat de San Francisco i va ser fiscal a San Francisco i a Los Angeles (Califòrnia). Va ser fiscal adjunta de districte a San Francisco del 2000 al 2004. Es va casar amb el polític demòcrata i futur governador de Califòrnia Gavin Newsom i va ser primera dama de San Francisco durant els primers dos anys de Newsom com a alcalde. És membre del Partit Republicà i ha sigut la parella de Donald Trump Jr. des del 2018.
Va treballar a Fox News del 2006 al 2018 i va presentar-hi el programa The Five. Després es va unir a una super PAC pro-Trump per fer campanya pels republicans a les eleccions de mig mandat de 2018.

## Infantesa
Va néixer a San Francisco el 9 de març de 1969, filla de mare porto-riquenya i pare irlandès. Va ser criada com a catòlica. Va créixer a San Francisco i a Daly City i es va graduar en un institut de San Francisco. La seva mare Mercedes, que era educadora especial, va morir de leucèmia quan tenia onze anys. El seu pare, Anthony "Tony", va néixer a Ennis (comtat de Clare, Irlanda) i va emigrar als Estats Units el 1957 als 20 anys. El 1958, mentre encara era ciutadà irlandès, va ser reclutat i va servir quatre anys a l'exèrcit dels Estats Units. Després va treballar al negoci de la construcció i més tard com a inversos immobiliari i, fins a la seva mort el 2008, com a assessor de l'alcalde Newsom.

### Formació
Es va graduar de la Universitat de Califòrnia a Davis i va rebre el Juris Doctor de la Universitat de San Francisco el 1994. Mentre era a la facultat de dret va fer de becària a l'oficina del fiscal de districte de San Francisco, així com treballs de model per Macy's i una revista de núvies.
Després va estudiar al Trinity College de Dublín. Mentre hi era va publicar recerca en els drets dels infants internacionals i en dret de la CEE.

## Carrera judicial
Després d'estudiar dret va treballar breument com a fiscal a San Francisco però va perdre la feina el 1996 quan Terence Hallinan va ser elegit fiscal de districte i va despatxar els 14 fiscals de la ciutat.
Va treballar quatre anys a Los Angeles com a fiscal adjunta de districte i es va centrar en casos d'adults i juvenils, incloent-hi drogues, violència domèstica, segrests, atracaments, incendis provocats, assetjament sexual i homicidis. Va rebre diversos premis a l'oficina de fiscal de districte de Los Angeles, com ara fiscal del mes.
El 2000 va tornar a ser contractada per Hallinan a l'oficina del fiscal de districte de San Francisco i va ser-ne fiscal adjunta del 2000 al 2004. Va aconseguir la condemna, amb James Hammer, al cas de 2002 Poble contra Noel i Knoller, un judici d'assassinat en segon grau que involucrava un gos mutilat que va rebre atenció internacional. El 2008, va ser membre de l'associació d'advocats La Raza.

## Carrera política i televisiva

### Televisió
El gener de 2004 es va traslladar a Nova York per presentar el programa Both Sides a Court TV, així com per ser analista legal al programa de la CNN Anderson Cooper 360°.
Es va unir a Fox News el febrer de 2006 com a presentadora del programa de cap de setmana The Lineup. The Lineup va acabar sent cancel·lat. Guilfoyle va seguir treballant al canal i va acabar sent copresentadora de The Five de 2011 a 2018. El 2014, va començar a presentar regularment Outnumbered, fins que el programa va voler presentadors més permanents. Guilfoyle també va aparèixer al segment recurrent "Is it Legal?" a The O'Reilly Factor fins que es va cancel·lar el programa el 2017 i al programa de ràdio setmanal dels dijous presentat per Brian Kilmeade. Guilfoyle va ser presentadora suplent a Hannity, On the Record, Justice with Judge Jeanine i Fox and Friends.
El 29 de juny de 2017 va signar un contracte amb una extensió de llarg termini amb la Fox. Tanmateix, el juliol de 2018 es va anunciar que havia deixat Fox News per treballar a un Super PAC pro-Donald Trump. El Huffington Post va informar que quan va deixar la cadena hi havia una investigació oberta de ja feia un any d'assetjament laboral contra Guilfoyle.

### Llibre
El 2015 va publicar un llibre semi-autobiogràfic i d'ajuda titulat "Making the Case: How to Be Your Own Best Advocate" on parla de les seves experiències mentre creixia, treballant com a fiscal i encoratjant la gent a defensar-se sempre per ells mateixos.

### Administració Trump i campanya presidencial de Trump de 2020

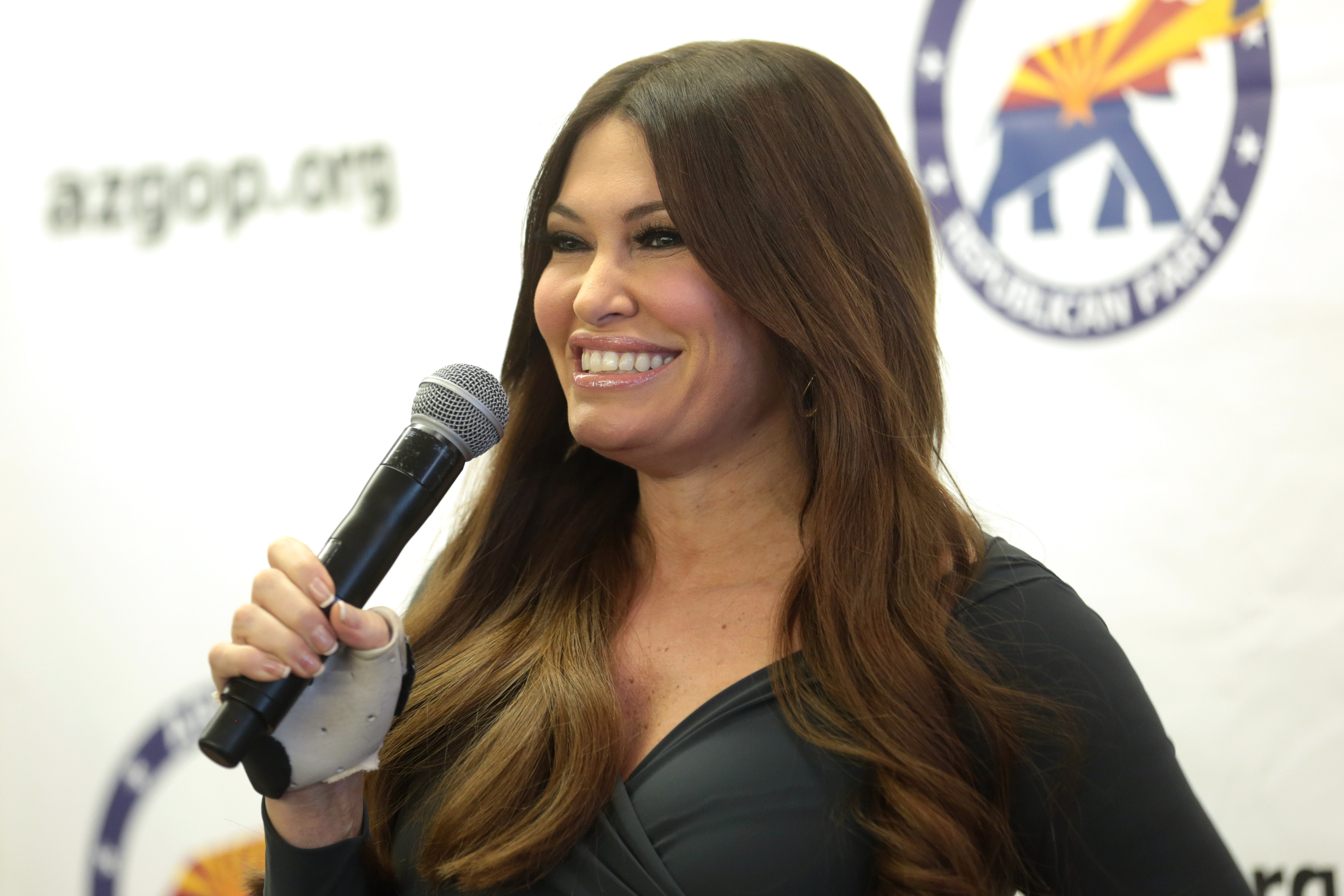
Guilfoyle parlant a un mítingde campanya a Sun City, Arizona el novembre de 2018

El desembre de 2016 es va fer públic que havia estat considerada per ocupar el càrrec de secretària de premsa del president Donald Trump. El candidat preferit, Sean Spicer, va acabar obtenint el càrrec. El 12 de maig de 2017, el copresentador Bob Beckel deThe Five va insinuar que havia rebutjat la feina. Tanmateix, en una entrevista el 15 de maig de 2017, Guilfoyle va confirmar que havia estat en contacte amb la Casa Blanca sobre el càrrec després que Spicer dimitís. El 19 de maig va dir que tenia un contracte amb la Fox, suggerint que havia rebutjat l'oferta de la Casa Blanca. Al cap d'un mes va ampliar el seu contracte amb la Fox.
El 2018, The Washington Post la va descriure com a "animadora conservadora pel president Trump."

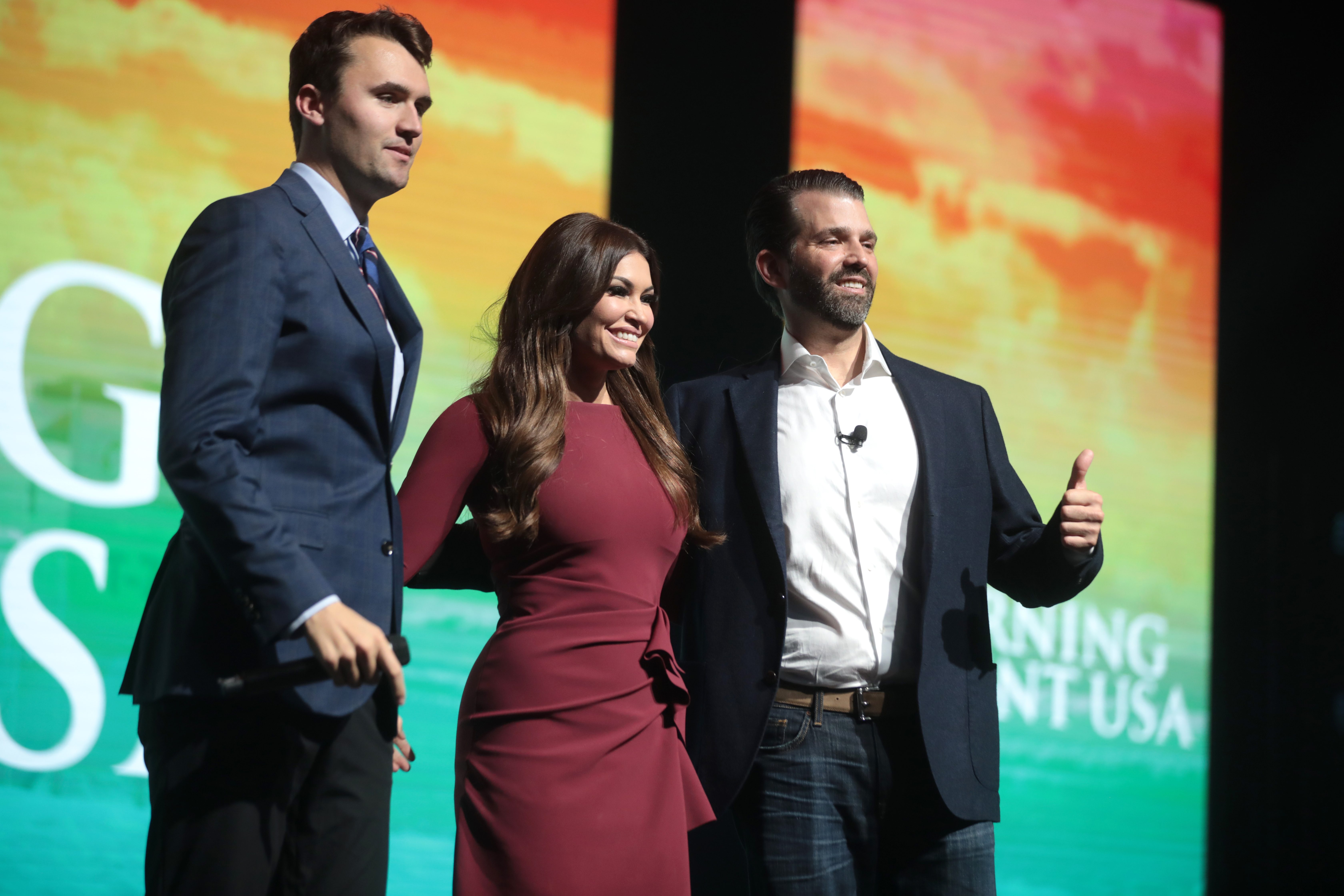
Charlie Kirk, Kimberly Guilfoyle iDonald Trump, Jr., al centre de convencions de Palm Beach, 2019

El 2020, Guilfoyle va ser nomenada presidenta del comitè de finances del Trump Victory Committee.
La campanya de Trump li paga 180.000 dòlars a l'any a través de la companyia privada del cap de campanya, Parscale Strategy. Guilfoyle ha participat en actes de campanya i n'ha sigut assessora. A la campanya de 2020 de Trump, ha gestionat la divisió de recaptació de fons. La divisió va pagar gent de l'alta societat perquè recaptessin fons. La divisió que gestionava va tenir problemes interns a causa de les dimissions de personal amb experiència i acusacions de despesa irresponsable.
Durant la campanya presidencial dels Estats Units de 2020, Guilfoyle va donar positiu per COVID-19, però la seva parella, Donald Trump Jr., no. La parella va tornar a Nova York.
Va pronunciar un discurs que va ser descrit per alguns experts com a innecessàriament fort i desequilibrat a la Convenció Nacional Republicana de 2020, mentre que altres el van titllar d'apassionat. Va ser criticada per anomenar-se estatunidenca de primera generació quan la seva mare era porto-riquenya i, per tant, ciutadana estatunidenca.

### Cinema
Guilfoyle va aparèixer a la pel·lícula Happily Even After (2014) fent de fiscal contra Ed Asner i la neboda de Shirley Temple, Marina Black. Es va estrenar al Festival de Cinema de Tribeca.

## Vida personal
El 2001 es va casar amb Gavin Newsom, llavors supervisor de la ciutat de San Francisco; Newson va ser escollit alcalde de San Francisco el 2003. Mentre estava casada amb Newsom es va fer anomenar Kimberly Guilfoyle Newsom. El gener de 2005, citant les tensions d'un matrimoni distanciat físicament, Guilfoyle i Newsom van sol·licitar junts el divorci. El divorci es va completar el 28 de febrer de 2006.
El 27 de maig de 2006 es va casar amb l'hereu d'un negoci de mobles, Eric Villency, a les Barbados. Van tenir un fill, Ronan Anthony, que va néixer el 4 d'octubre de 2006. El juny de 2009 van anunciar que se separaven; el divorci es va fer efectiu aquell mateix any.
El juny de 2018, Vanessa Trump va confirmar que Guilfoyle estava festejant amb Donald Trump Jr. i que ja feia nou mesos que Trump s'havia separat d'ell abans que sortís amb Guilfoyle.